# Aldersjön, Norrbotten
Aldersjön är en sjö i Bodens kommun i Norrbotten och ingår i Luleälvens huvudavrinningsområde. Sjön har en area på 0,0512 kvadratkilometer och ligger 32 meter över havet.

## Delavrinningsområde
Aldersjön ingår i det delavrinningsområde (731069-176706) som SMHI kallar för Utloppet av Aldersjön. Medelhöjden är 42 meter över havet och ytan är 0,73 kvadratkilometer. Det finns inga avrinningsområden uppströms utan avrinningsområdet är högsta punkten. Vattendraget som avvattnar avrinningsområdet har biflödesordning 3, vilket innebär att vattnet flödar genom totalt 3 vattendrag innan det når havet efter 51 kilometer. Avrinningsområdet består mestadels av skog (80 procent). Avrinningsområdet har 0,05 kvadratkilometer vattenytor vilket ger det en sjöprocent på 7,4 procent.